# Etah (India)
Etah è una suddivisione dell'India, classificata come municipal board, di 107.098 abitanti, capoluogo del distretto di Etah, nello stato federato dell'Uttar Pradesh. In base al numero di abitanti la città rientra nella classe I (da 100.000 persone in su).

## Geografia fisica
La città è situata a 27° 37' 60 N e 78° 40' 0 E e ha un'altitudine di 169m s.l.m..

## Società

### Evoluzione demografica
Al censimento del 2001 la popolazione di Etah assommava a 107.098 persone, delle quali 56.960 maschi e 50.138 femmine. I bambini di età inferiore o uguale ai sei anni assommavano a 15.427, dei quali 8.282 maschi e 7.145 femmine. Infine, coloro che erano in grado di saper almeno leggere e scrivere erano 73.340, dei quali 41.700 maschi e 31.640 femmine.